# 코튼볼 (경기장)
코튼 볼(Cotton Bowl)은 미국 텍사스주 댈러스에 위치한 경기장이다. 페어 파크 부지내에 위치해 이전에는 페어 파크 스타디움(Fair Park Stadium)으로 불리기도 했다.
대학 미식 축구 팀인 서던 메소디스트 대학교 머스탱스, 내셔널 풋볼 리그 팀인 댈러스 카우보이스, 댈러스 텍선스의 홈 구장이었으며 축구 팀 댈러스 토네이도(NASL)와 FC 댈러스(MLS)의 홈 구장이었다. 1994년 FIFA 월드컵을 개최한 9개의 구장 중 하나이다.

## 기록

### 1994년 FIFA 월드컵
| 날짜            | 팀 1           | 스코어 | 팀 2     | 라운드 |
| --------------- | -------------- | ------ | -------- | ------ |
| 1994년 6월 17일 | 스페인         | 2 - 2  | 대한민국 | C조    |
| 1994년 6월 21일 | 나이지리아     | 3 - 0  | 불가리아 | D조    |
| 1994년 6월 27일 | 독일           | 3 - 2  | 대한민국 | C조    |
| 1994년 6월 30일 | 아르헨티나     | 0 - 2  | 불가리아 | D조    |
| 1994년 7월 3일  | 사우디아라비아 | 1 - 3  | 스웨덴   | 16강   |
| 1994년 7월 9일  | 네덜란드       | 2 - 3  | 브라질   | 8강    |